# Plaza de Europa (Sevilla)
La plaza de Europa es un espacio público de la ciudad española de Sevilla.

## Descripción
La plaza se encuentra entre las calles calle Amor de Dios y Divina Enfermera. Debe el título a una imagen de la Virgen de Europa que allí se veneraba. Aparece descrita en la Noticia histórica del origen de los nombres de las calles de esta ciudad de Sevilla (1839) de Félix González de León con las siguientes palabras:

Plaza de Europa. Corresponde al cuartel C. y á la parroquia de S. Martin. Su nombre lo toma de una imágen de Ntra. Sra. que muy de antiguo se venera con el mismo título de Europa, en este sitio en un retablo en alto en forma de capilla. El origen de este retablo fue que haciendo una obra en la casa inmediata hallaron en el pozo un cuadro pequeño en que estaba pintada esta imágen que le dieron ó tenia este título. Por el pronto la colocaron al público en la pared de la misma casa, donde fue adquiriendo devocion y aumentándose su culto de que vino á resultar formarse una hermandad que mejorando el sitio hizo el retablo que hoy existe, que aunque no consta el año fue en el reinado de Felipe V, segun una pequeña lápida colocada al pie que dice así: REINANDO EN ESPAÑA EL CATOLICO Y MUY PODEROSO MONARCA D. FELIPE QUINTO (QUE DIOS GUARDE) HIZO ESTA OBRA LA HERMANDAD DE NUESTRA SEÑORA DE EUROPA. Entonces tambien hicieron la imágen de Talla que en él se venera, reservando el cuadro para llevarlo á los devotos enfermos. La hermandad, tiene aprobacion real, y cuida de su culto, y le hace una funcion anual en la vecina parroquia el dia de su natividad. Esta imágen es patrona del regimiento de milicias provinciales de esta capital, por lo que en las puertas de su retablo se ven pintadas las banderas de dicho cuerpo. En la plazoleta no hay ninguna otra cosa de particular, es pequeña y la forman siete bocas de calles que se reunen en ella.
(González de León, 1839, pp. 54-55)